# La Faurie
La Faurie är en kommun i departementet Hautes-Alpes i regionen Provence-Alpes-Côte d'Azur i sydöstra Frankrike. Kommunen ligger  i kantonen Aspres-sur-Buëch som ligger i arrondissementet Gap. År 2022 hade La Faurie 298 invånare.

## Befolkningsutveckling
Antalet invånare i kommunen La Faurie
Referens:INSEE